# Tiradentes (cruzador)
O Tiradentes foi um cruzador operado pela Marinha do Brasil entre os anos 1893 e 1919. Teve participação na Revolta da Armada.

## História
O cruzador foi construído no estaleiro Armstrong de Elswick em Newcastle upon Tyne, Inglaterra. Foi lançado ao mar no ano de 1892. O Tiradentes foi o único navio a ostentar este nome na marinha brasileira. Participou da Revolta da Armada sendo um dos que atacaram o Encouraçado Aquidabã na ocasião. Também participou ativamente da questão do Cunani entre 1899 e 1900. Até 1916, se manteve em atividade regular quando neste ano foi transformado em Aviso Hidrográfico até 1917 quando foi rearmado como cruzador, em virtude do Aviso n.º 2 067, de 30 de maio, sendo incorporado à Divisão Naval do Norte, então comandada pelo Contra-Almirante João Carlos Mourão dos Santos.
O cruzador Tiradentes teve sua baixa registrada em 1919. No dia 5 de julho de 1925, naufragou na praia de Ipanema em São Francisco do Sul, Santa Catarina.